# 김봉수 (군인)
김봉수(金鳳收, 1968년~)은 대한민국의 군인이다. 육군제2작전사령관 직무대행이며, 계급은 중장이다.

## 경력
- 1991년 육군 소위 임관
- 1991년: 소대장
- 1992년: 육군3사관학교 훈육장교 (학사사관후보생 과정 구대장)
- 1995년: 제55경비대대 작전과장
- 공동경비구역 경비대대 경비중대장
- 2001년: 육군대학 정규과정 03-4기 수석 졸업
- 미국 육군 지휘참모대학
- 2008년: 제6보병사단 2연대 3대대장
- 제22보병사단 56연대장
- 미국 육군 전쟁대학원
- 합동참모본부 비서실 정책과장
- 2016년 10월~2017년 12월: 합동참모본부 작전본부 작전기획부 작전기획과장
- 2017년 12월~2018년 12월: 육군본부 비서실장
- 2018년 12월~2019년 11월: 한미연합군사령부 작전참모부 작전처장
- 2019년 11월~2021년 12월: 육군 제53보병사단장
- 2021년 12월~2022년 6월: 국방부 국방정책실 정책기획관
- 2022년 6월~2024년 4월: 육군 제3군단장
- 2024년 4월~2024년 10월: 건군 76주년 국군의 날 행사기획단장 겸 제병지휘관
- 2024년 10월~2024년 11월: 대한민국의 합동참모차장
- 2024년 11월~2024년 12월 12일: 육군교육사령부 사령관
- 2024년 12월 12일~: 육군제2작전사령관 직무대리

### 진급
- 1991년: 육군 소위
- 1992년: 육군 중위
- 1995년: 육군 대위
- 2001년 8월: 육군 소령
- 2008년 9월: 육군 중령
- 2013년 9월: 육군 대령
- 2017년 12월: 육군 준장
- 2019년 11월: 육군 소장
- 2022년 6월: 육군 중장